# Palais D'Afflitto
Le palais D'Afflitto, situé au 30 via Nilo, est un édifice monumental de Naples, adjacent au palais Capomazza de Campolattaro, dans le quartier de San Giuseppe.  

## Histoire
Le bâtiment a été construit au XVe siècle ; le seul témoignage d'époque qui nous est parvenu est l'arcade polygonale qui mène à la cour. Le complexe a été remodelé plusieurs fois au cours des siècles. La plus significative des interventions est celle du dix-huitième siècle, qui y a notamment ajouté l'escalier ouvert de forme convexe.

## Description
La façade présente encore des caractéristiques du XVe siècle, même si elles ont été légèrement modifiées. Le rez-de-chaussée se caractérise par la présence d'une disposition en forme de bande. L'intérieur conserve un escalier ouvert très unique, le seul de ce type dans la ville; Il se dresse sur trois étages et se caractérise par un mur en maçonnerie orné de pilastres composites. La structure, de profil convexe, présente trois ouvertures sur toute la façade: la plus grande, ronde, est flanquée de deux ouvertures latérales, et est surmontée d'un oculus circulaire.

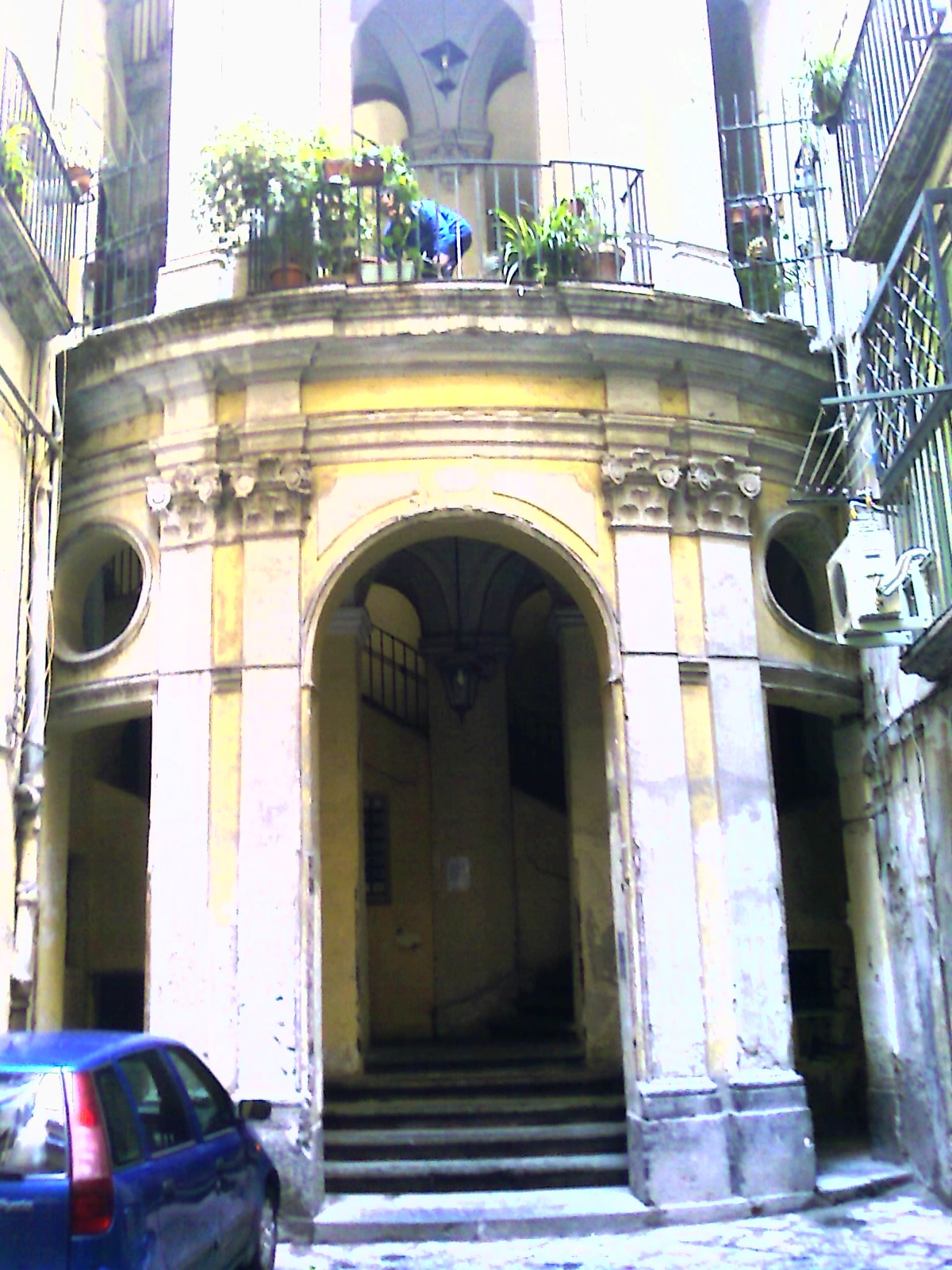
Entrée de l'escalier
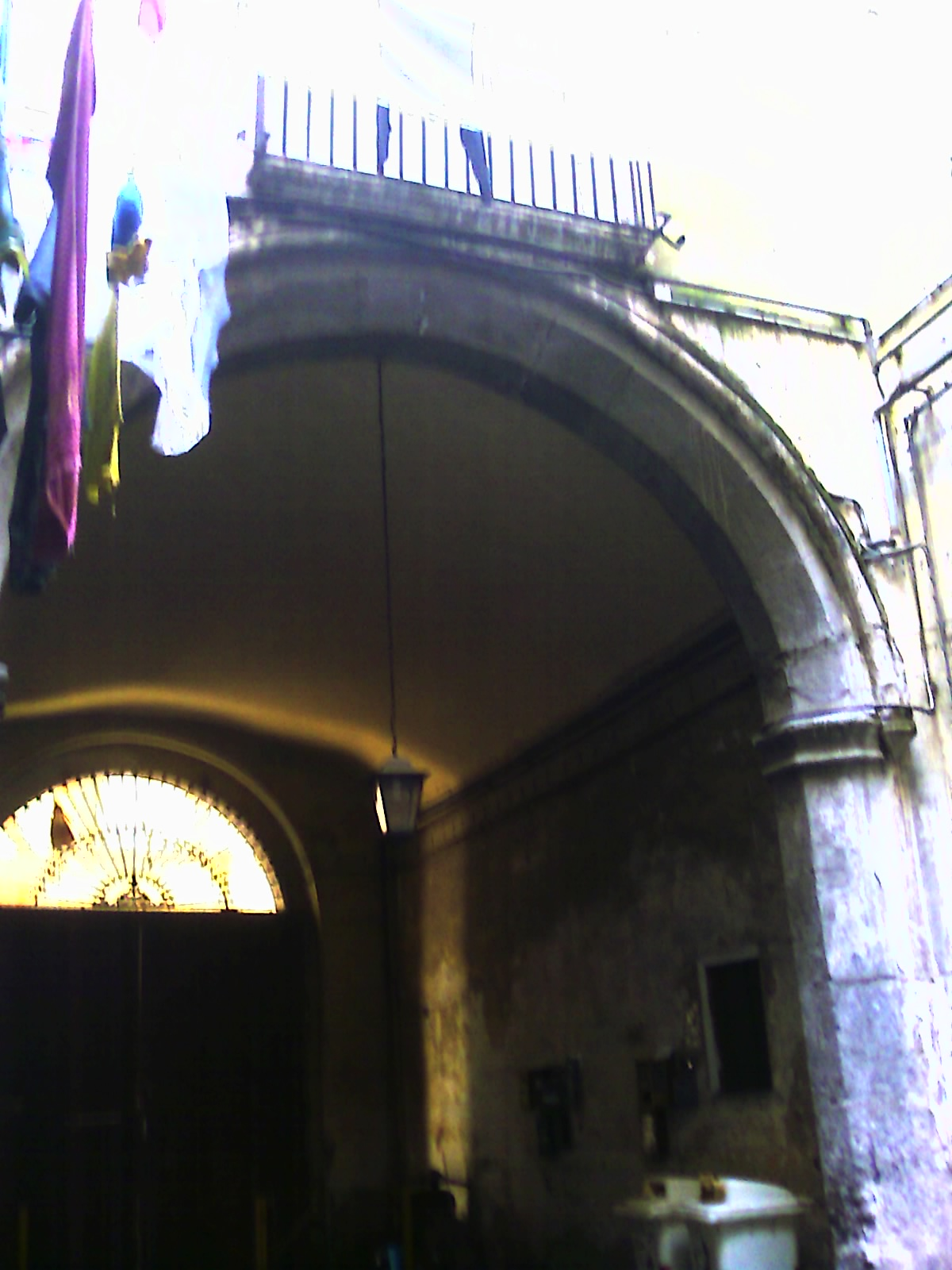
Atrium
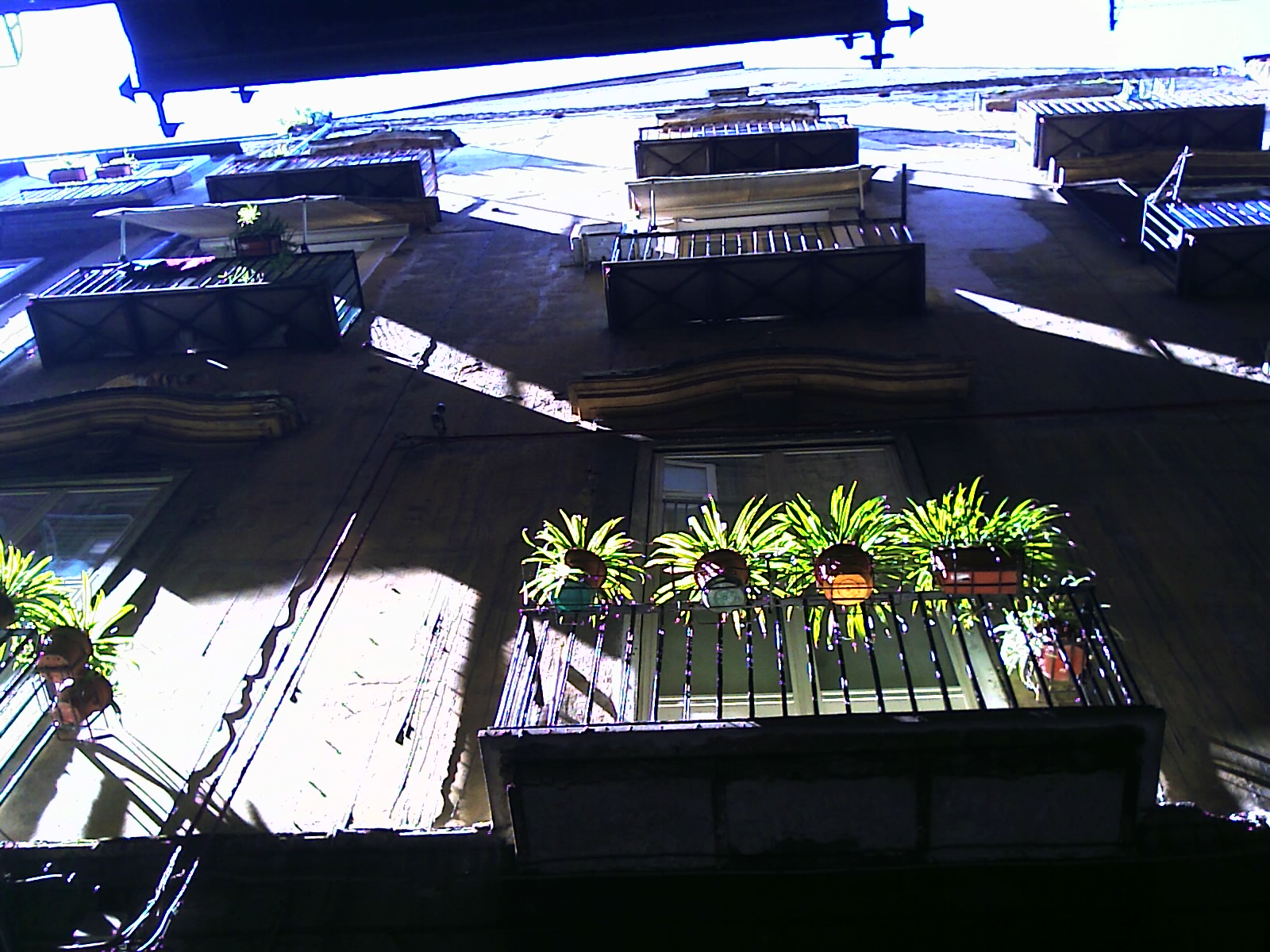
Façade